# Collbran
Collbran és una població dels Estats Units a l'estat de Colorado. Segons el cens del 2000 tenia 388 habitants.

## Demografia
Segons el cens del 2000, Collbran tenia 388 habitants, 145 habitatges, i 100 famílies. La densitat de població era de 299,6 habitants per km².
Dels 145 habitatges en un 36,6% hi vivien nens de menys de 18 anys, en un 53,8% hi vivien parelles casades, en un 9,7% dones solteres, i en un 31% no eren unitats familiars. En el 27,6% dels habitatges hi vivien persones soles el 12,4% de les quals corresponia a persones de 65 anys o més que vivien soles. El nombre mitjà de persones vivint en cada habitatge era de 2,5 i el nombre mitjà de persones que vivien en cada família era de 3,03.
Per edats la població es repartia de la següent manera: un 29,6% tenia menys de 18 anys, un 3,6% entre 18 i 24, un 26,8% entre 25 i 44, un 23,5% de 45 a 60 i un 16,5% 65 anys o més.
L'edat mediana era de 38 anys. Per cada 100 dones de 18 o més anys hi havia 84,5 homes.
La renda mediana per habitatge era de 32.500 $ i la renda mediana per família de 36.016 $. Els homes tenien una renda mediana de 28.438 $ mentre que les dones 27.917 $. La renda per capita de la població era de 17.080 $. Entorn del 5,9% de les famílies i el 14,7% de la població estaven per davall del llindar de pobresa.

## Poblacions més properes
El següent diagrama mostra les poblacions més properes.